# Cantonul Couches
Cantonul Couches este un canton din arondismentul Autun, departamentul Saône-et-Loire, regiunea Burgundia, Franța.

## Comune
| Comune                    | Populație (1999) | Cod poștal | Cod INSEE |
| ------------------------- | ---------------- | ---------- | --------- |
| Cheilly-lès-Maranges      | 439              | 71150      | 71122     |
| Couches                   | 1 409            | 71490      | 71149     |
| Dezize-lès-Maranges       | 191              | 71150      | 71174     |
| Dracy-lès-Couches         | 183              | 71490      | 71183     |
| Essertenne                | 480              | 71510      | 71191     |
| Paris-l'Hôpital           | 204              | 71150      | 71343     |
| Perreuil                  | 395              | 71510      | 71347     |
| Saint-Émiland             | 319              | 71490      | 71409     |
| Saint-Jean-de-Trézy       | 281              | 71490      | 71431     |
| Saint-Martin-de-Commune   | 103              | 71490      | 71450     |
| Saint-Maurice-lès-Couches | 160              | 71490      | 71464     |
| Saint-Pierre-de-Varennes  | 830              | 71670      | 71468     |
| Saint-Sernin-du-Plain     | 619              | 71510      | 71480     |
| Sampigny-lès-Maranges     | 155              | 71150      | 71496     |